# Aquarius (Tinashe)
Aquarius è il primo album in studio della cantante statunitense Tinashe, pubblicato il 7 ottobre 2014 dalla RCA.

## Tracce
1. Aquarius – 3:55
2. Bet (featuring Devonté Hynes) – 5:40
3. Cold Sweat – 5:12
4. Nightfall (Interlude) – 0:07
5. 2 On (featuring Schoolboy Q) – 3:47
6. How Many Times (featuring Future) – 3:36
7. What Is There to Lose (Interlude) – 0:31
8. Pretend (featuring ASAP Rocky) – 3:53
9. All Hands on Deck – 3:41
10. Indigo Child (Interlude) – 1:30
11. Far Side of the Moon – 4:05
12. The Calm (Interlude) – 0:30
13. Feels Like Vegas – 4:01
14. Thug Cry – 3:28
15. Deep in the Night (Interlude) – 0:57
16. Bated Breath – 5:49
17. Wildfire – 3:37
18. The Storm (Outro) – 1:24

## Classifiche
| Classifica (2014) | Posizione massima |
| ----------------- | ----------------- |
| Francia           | 167               |
| Regno Unito       | 78                |
| Stati Uniti       | 17                |